# Matej Puc
Matej Puc, slovenski igralec, * 26. september 1982, Maribor.

## Življenjepis
Po maturi na Škofijski gimnaziji Antona Martina Slomška v Mariboru se je vpisal na študij dramske igre in umetniške besede na Akademiji za gledališče, radio, film in televizijo v Ljubljani. Študij je zaključil v letniku Borisa Cavazze in Jožice Avbelj. Od leta 2005 je član igralskega ansambla Mestnega gledališča ljubljanskega. Je prejemnik številnih nagrad, med njimi Borštnikove (2012, 2018 in 2021) ter nagrade Prešernovega sklada (2018).
Nastopil je tudi v več TV nadaljevankah, med njimi v Trdoglavcih, Dragi sosedje, z Jožetom Robežnikom je vodil 3. sezono šova Slovenija ima talent.  

## Vloge

### Filmi
- 2016 – Kdo je ubil Anastazijo Elster?
- 2013 – Pravica ljubiti
- 2010 – Piran - Pirano
- 2008 – Vaja zbora
- 2007 – Bordo rdeča
- 2005 – Ko naju več ne bo

### Serije
- Ja, Chef! (2021–danes)
- Dolina rož (2021)
- Leninov park (2021)
- Jezero (2019–2020)
- Dragi sosedje (2017–2018)

## Nagrade
- 2021 – Borštnikova nagrada za igro za vloge uprizoritvah Gejm v koprodukciji Slovenskega mladinskega gledališča in Maske Ljubljana ter Sedem dni v produkciji Mestnega gledališča ljubljanskega[3]
- 2020 – Dnevnikova nagrada za izjemno odrsko stvaritev v minuli sezoni MGL za vlogo v predstavi Sedem dni v režiji Žige Divjaka[3]
- 2018 – Borštnikova nagrada za vlogo v predstavi Sen kresne noči (MGL)[4]
- 2018 – nagrada Prešernovega sklada[5]
- 2016 – priznanje ZDUS za igralske dosežke v letu 2015[6]
- 2012 – Borštnikova nagrada za vlogo v Tihoni Ivaniča Kabanova
- 2004 – Severjeva nagrada za vlogo Alcesta v Ljudomrzniku (v času študija)

## Zasebno
S partnerko ima dve hčeri.